# Guaçuí
Guaçuí is een gemeente in de Braziliaanse deelstaat Espírito Santo. De gemeente telt 29.358 inwoners (schatting 2022).

## Aangrenzende gemeenten
De gemeente grenst aan Alegre, Dores do Rio Preto, São José do Calçado, Divino de São Lourenço en Ibitirama.

## Verkeer en vervoer
De plaats ligt aan de wegen BR-482, BR-484, ES-185, ES-482 en ES-484.

## Geboren
- Paulo Hartung (1959), gouverneur van Espírito Santo[1]